# Куб'яші
Куб'яші́ (рос. Кубяши, чув. Кÿпеш) — присілок у Чувашії Російської Федерації, у складі Пітеркінського сільського поселення Красночетайського району.
Населення — 208 осіб (2010; 239 в 2002, 416 в 1979, 583 в 1939, 582 в 1926, 354 в 1897, 326 в 1870). Національний склад — чуваші, росіяни.
Національний склад (2002):
- чуваші — 94 %

## Історія
До 1835 року селяни мали статус державних, до 1863 року — удільних, займались землеробством, тваринництвом, бондарством, слюсарством, виробництвом одягу та смоли. На початку 20 століття діяло 2 вітряки, смолярня. 1930 року створено колгосп «Світло». До 1918 року присілок входив до складу Четаївської та Курмиської (у період 1835–1863 років у складі Курмиського удільного приказу), до 1920 року — Красночетаївської волості Курмиського, до 1927 року — Ядринського повітів. З переходом на райони 1927 року — спочатку у складі Красночетайського, у період 1962–1965 років — у складі Шумерлинського, після чого знову переданий до складу Красночетайського району.

## Господарство
У присілку діє 2 магазини.